# Кирилл (Ляшевецкий)
Епископ Кирилл (в миру — Фёдор Александрович Ляшевецкий; ок. 1720, с. Опошня, Опошнянская сотня, Гадяцкий полк, Войско Запорожское Городовое — 14 (25) мая 1770, Чернигов, Войско Запорожское Городовое) — епископ Русской православной церкви.

## Биография
Сын сотенного писаря, впоследствии принявшего священство.
С середины 1730-х годов учился в Киево-Могилянской академии, по окончании курса в 1742 был назначен наставником вновь открытой Троицкой духовной семинарии.
В 1746 году пострижен в монахи.
С 1747 года — библиотекарь, С 1748 года — префект семинарии Троице-Сергиевой лавры, с 1753 года — наместник.
В 1758 году по Имянному Указу от 14 июня произведён во архимандрита Новоспасского Монастыря.
В 6 августа 1758 году посвящён в сан епископа Воронежского.
19 октября 1761 года назначен епископом Черниговским.
Он был одним из образованнейших иерархов своего времени. Славился даром проповедничества.
После его смерти осталось почти 1000 книг, из них 555 на русском языке и 380 на иностранных языках; большая часть их взята была в уплату долга кафедре, числившегося в размере 280 руб. и в уплату 350 руб., употреблённых при погребении.